# Carla Leite
Carla Leite (Poissy, 16 aprile 2004) è una cestista francese.

## Carriera
Al draft WNBA 2024 è stata selezionata con la nona scelta dalle Dallas Wings.